# Claudio Biaggio
Claudio Biaggio (Santa Rosa, 1967. július 2. –) argentin válogatott labdarúgó.

## Nemzeti válogatott
Az argentin válogatottban 1 mérkőzést játszott.

## Statisztika
| Argentin válogatott | Argentin válogatott | Argentin válogatott |
| Időszak             | Mérk.               | gól                 |
| ------------------- | ------------------- | ------------------- |
| 1995                | 1                   | 0                   |
| Összesen            | 1                   | 0                   |